# 阿加河 (科佩利耶河支流)
阿加河是俄羅斯的河流，位於堪察加半島，河道全長約15公里，河水主要來自融雪和雨水，最終注入科佩利耶河，是虹鱒和遠東紅點鮭的棲息地。